# Коваль Степан Васильович
Коваль Степан Васильович (псевдо: «Косач»; 1913, с. Молодинче, Ходорівська міська громада, Львівська область – 19 лютого 1946, с. Городище, Козівська селищна громада, Тернопільська область) - командир сотні «Сіроманці» в ТВ-16 «Серет», Лицар Срібного хреста бойової заслуги 1 класу та Бронзового хреста бойової заслуги УПА.

## Життєпис
У 1934 р. одружився з Анною Олійник. Член ОУН із 1934 р. Активний діяч громадсько-політичного життя села, за що неодноразово переслідувався польською поліцією (1933). Відбув строкову військову службу у Польській армії (1936-1938). В роки першої більшовицької окупації краю переслідувався органами НКВС. 
В лавах УНС із літа 1943 р. Командир рою (23.06.1943-25.08.1943), а відтак командир чоти (08.-11.1943) сотні УНС «Сіроманці», вишкільник сотні УНС/УПА «Орли» (20.11.1943-04.1944), командир чоти (04.-09.1944), а відтак командир сотні УПА «Сіроманці» (12.09.1944-02.1946). 
Загинув у бою з військами НКВС. Хорунжий (15.04.1945), поручник (1.01.1946) УПА.

## Нагороди
- Згідно з Наказом Крайового військового штабу УПА-Захід ч. 10 від 14.01.1945 р. хорунжий УПА, командир сотні УПА «Сіроманці» Степан Коваль – «Косач» нагороджений Бронзовим хрестом бойової заслуги УПА.
- Згідно з Наказом Головного військового штабу УПА ч. 1/45 від 25.04.1945 р. старший булавний УПА, командир сотні УПА «Сіроманці» Степан Коваль – «Косач» нагороджений Срібним хрестом бойової заслуги 1 класу.